# تارون كومار
تارون كومار هو ممثل هندي، ولد في 8 يناير 1983 في الهند. من الجوائز التي نالها جوائز ناندي ‏.

## أعمال

### أفلام
- (2008) بهالي دونغالو

## جوائز
- جوائز ناندي [الإنجليزية]‏

## وصلات خارجية
- تارون كومار على موقع IMDb (الإنجليزية)
- تارون كومار على موقع قاعدة بيانات الفيلم (الإنجليزية)